# Hyparrhenia umbrosa
Hyparrhenia umbrosa là một loài thực vật có hoa trong họ Hòa thảo. Loài này được (Hochst. ex A.Rich.) Andersson ex Clayton mô tả khoa học đầu tiên năm 1969.